# José Mpanda Kabangu
Pour les articles homonymes, voir Kabangu.
José Mpanda Kabangu est un avocat et homme politique congolais né le 31 août 1971 à Mbuji-Mayi. Il est ministre des Postes et Télécommunications dans le gouvernement Suminwa II depuis août 2025. 
Il fut auparavant ministre de l'Agriculture de 2023 à 2024 et ministre de la Recherche scientifique et de l'Innovation technologique de 2019 à 2023.
Fondateur du parti Congo Espoir, il est également député national pour Mbuji-mayi depuis 2011.

## Biographie

### Études et débuts
José Mpanda Kabangu naît le 31 août 1971 à Mbuji-Mayi dans le Kasaï-Oriental. Il étudie à l'université de Kinshasa où il décroche une licence en droit.
De 1998 à 2000, il est le conseiller juridique du comptoir de diamants Kasaï wa Balengele. À partir de 2000, il devient avocat aux barreaux de Kinshasa-Gombe ainsi que de Mbuji-Mayi,.

### Carrière politique
José Mpanda Kabangu fait ses premiers pas en politique en 2007, lorsqu'il intègre le cabinet d'Alphonse Ngoy Kasanji, gouverneur du Kasaï-Oriental, en tant que conseiller. Il est alors chargé des relations avec l’assemblée et le gouvernement de cette province,.
Lors des élections législatives de 2011, il est élu député national de Mbuji-Mayi sous les couleurs de l'Alliance chrétienne pour la démocratie et le développement (ACDD), parti politique d'Alphonse Ngoy Kasanji. Il intègre la commission « politique, administrative et juridique » (PAJ) de l'Assemblée, y devenant le rapporteur adjoint.
En 2017, il quitte l'ACDD et créé « Congo Espoir », son propre parti politique. Ce dernier rallie rapidement l'Alliance des démocrates pour le renouveau et le progrès (ADRP) afin d'obtenir le seuil minimal imposé par la loi pour participer à des élections. Réélu député national lors des élections législatives de 2018, il devient président du groupe parlementaire ADRP-G18, son parti ayant récolté le plus grand nombre de sièges parmi ceux membres de l'ADRP,. L'ADRP rejoint également à cette occasion le Front commun pour le Congo (FCC), plateforme de soutien au président Joseph Kabila.
Le 29 août 2019, José Mpanda Kabangu est nommé ministre de la Recherche scientifique et de l'Innovation technologique dans le gouvernement Ilunga, premier gouvernement de la présidence Tshisekedi. Il devient ainsi, auprès de Yollande Ebongo Bosongo (fonction publique), l'un des 2 membres de l'ADRP à être nommé ministre. Il prend officiellement ses fonctions le 9 septembre, succédant à Daniel Paluku, qui assurait l'intérim du ministère. Il conserve ce poste dans le gouvernement Lukonde I, avant d'être nommé au ministère de l'Agriculture dans le gouvernement Lukonde II. Il n'est pas reconduit dans le gouvernement suivant, et laisse sa place à Grégoire Mutshail le 13 juin 2024.
Il fait son retour au sein du gouvernement Suminwa II, où il est nommé ministre des Postes et Télécommunications le 7 août 2025,.